# Пещерная живопись

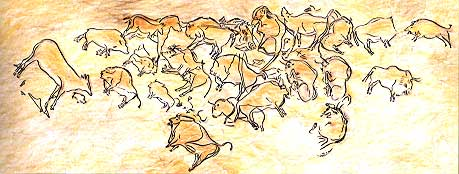
Рисунки в Альтамире

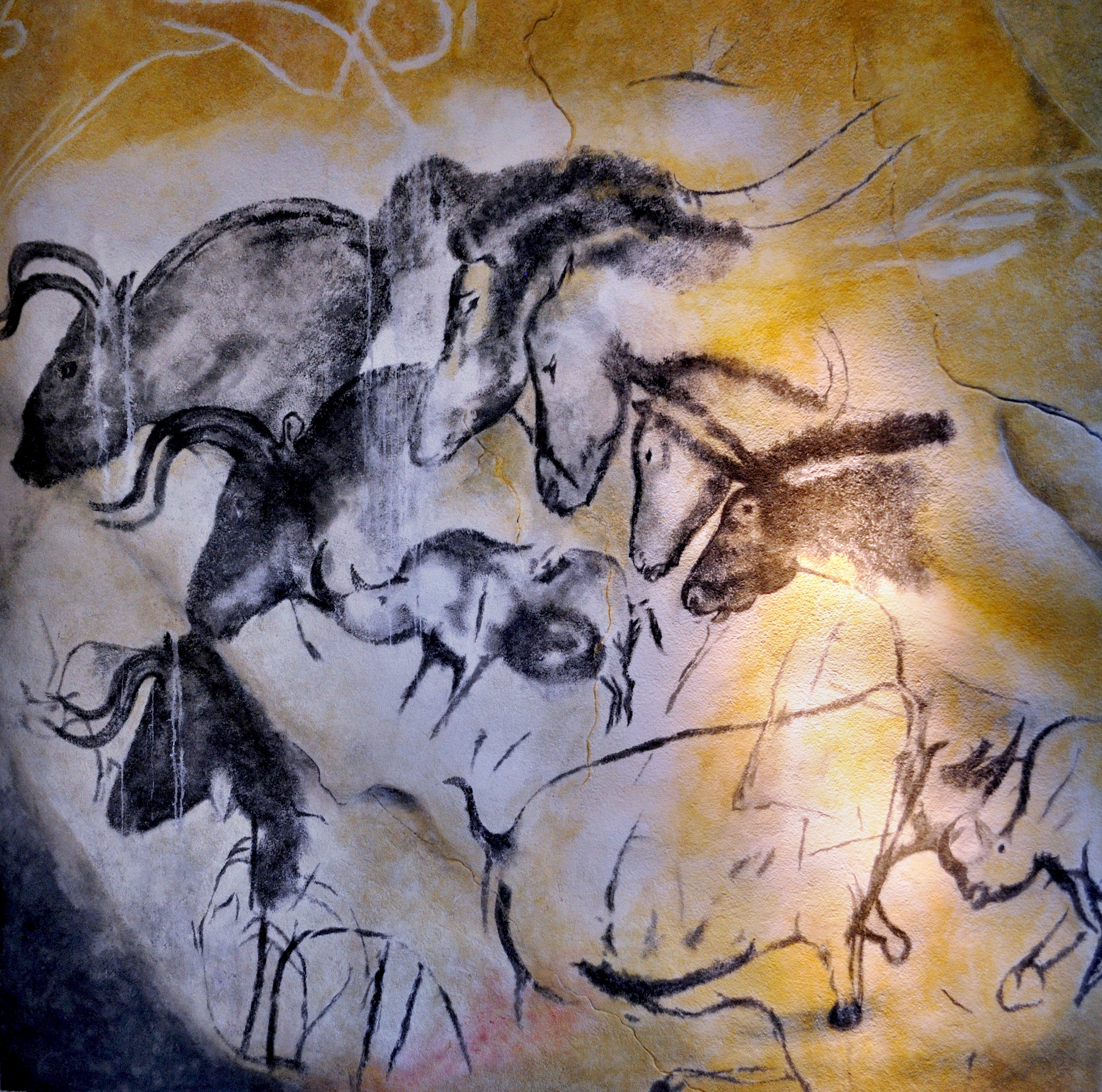
Изображения копытных — тарпанов и шерстистых носорогов — в пещере Шове на юге Франции

Пещерная (наскальная) живопись — один из видов первобытного искусства: изображения в пещерах, выполненные людьми эпохи палеолита с применением охры и иных пигментов. Не путать с древними наскальными изображениями, созданными резцом, без применения пигментов — петроглифами. Большинство живописных изображений найдено в Европе, особенно в пещерах Кантабрии и южной части Франции. 
Пещерная живопись долгое время считалась европейским явлением, созданным в условиях ледникового периода людьми, которые жили в пещерах, спасаясь там от холода. Такие представления считаются устаревшими, а пещеры рассматриваются в современной археологии не столько как жилище, сколько как священное для общины место. 
В середине XX века пещерная живопись была обнаружена и на восточной границе Европы — на Южном Урале. Впоследствии пещеры с древней живописью стали находить и в Азии (например, Ниах на острове Калимантан). Именно в Азии, в карстовых пещерах в округах Марос и Панкеп на острове Сулавеси (Индонезия), обнаружен самый древний (по состоянию на январь 2025 года) рисунок животного — изображение целебесской свиньи, возраст которого превышает 51 000 лет.

## История изучения
Долгие годы современная цивилизация не имела представления о каких-либо объектах древней живописи. Лишь в 1879 году испанский археолог-любитель Марселино Санс де Саутуола во время прогулки со своей девятилетней дочкой Марией случайно наткнулся на пещеру Альтамира, своды которой были украшены множеством рисунков древних людей. Не имевшая аналогов находка потрясла исследователя и сподвигла его на тщательное изучение открытых изображений. Годом позже Саутуола и его друг Хуан Виланова-и-Пьера (Juan Vilanova y Piera) из Мадридского университета совместно опубликовали результаты своих исследований, в которых датировали наскальные рисунки в Альтамире эпохой палеолита. Многие учёные восприняли это сообщение крайне неоднозначно, Саутуолу обвиняли в фальсификации находок, однако позднее подобные пещеры с древними изображениями были открыты во многих других уголках планеты.
Пещерная живопись стала объектом большого интереса со стороны ученых мира с момента её открытия в XIX веке. Первые находки были сделаны в Испании, однако впоследствии наскальные рисунки были открыты в разных регионах мира — от Европы и Африки до Малайзии и Австралии, а также в Северной и Южной Америке. Наскальные рисунки являются источником ценной информации для множества научных дисциплин, связанных с изучением древности, — от антропологии до зоологии. Наличие наскальных рисунков свидетельствует не просто о том, что здесь была стоянка первобытных людей, но и о существовании у данного первобытного сообщества культуры. А возраст рисунков и их сюжеты позволяют ученым составить представление о состоянии мира и о жизни первобытных сообществ на момент создания изображений. В некоторых случаях наскальная живопись является практически единственным источником, из которого можно узнать подробности о древней истории местности; например, благодаря пещерной живописи, найденной на той территории Северной Африки, которую ныне занимает пустыня Сахара, известно, что во времена палеолита и неолита её экосистема сильно отличалась от современной и была достаточно богатой. Наскальные рисунки также помогли определить примерное время опустынивания Сахары и появления в Северной Африке новых видов животных, таких как верблюды.

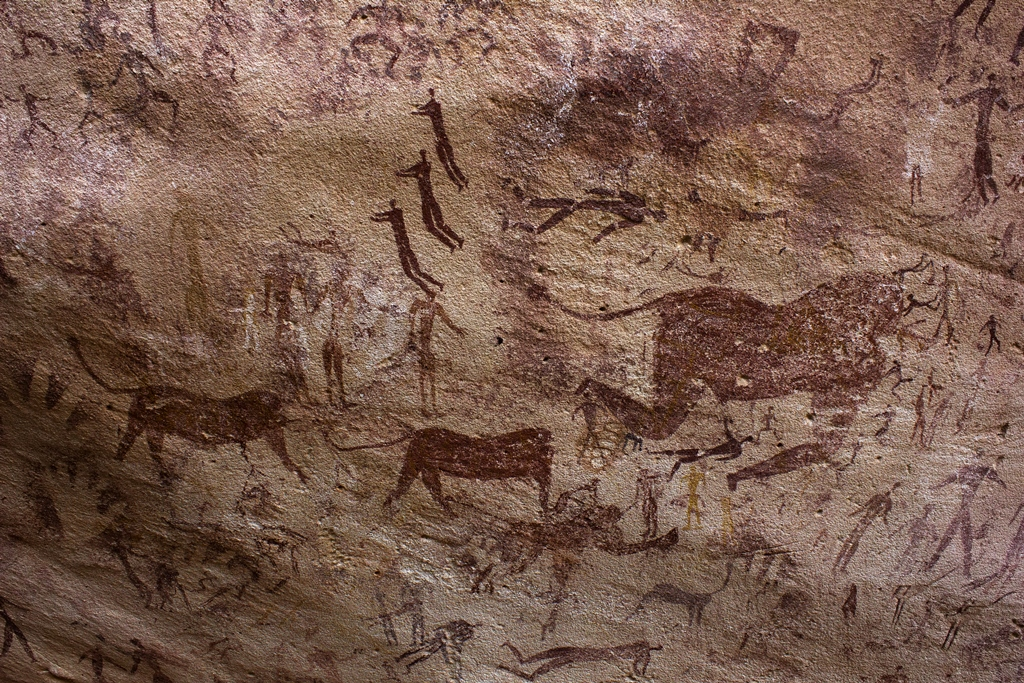
Фауна и первобытные люди Северной Африки времён неолита. Пещера Зверей, Египет

Наскальные изображения также позволяют прослеживать распространение первобытных людей по Земле и, совместно с другими артефактами, дают представление о быте и культуре их авторов, а также об их эволюции. Так, с помощью изучения наскальной живописи возможно проследить процесс одомашнивания животных и изменения состава фауны в близлежащей местности.

### Датировка
Установление возраста наскальных рисунков сопряжено с определёнными трудностями. Поскольку пещеры и скалы, на которых находятся наскальные рисунки, подвергались загрязнению в течение многих столетий, метод радиоуглеродного анализа зачастую оказывается ненадёжным и даёт ошибочные результаты. Более надёжны методы анализа частиц красителей, из которых состоят рисунки. Также возраст рисунков возможно приблизительно определить по наличию на них представителей мегафауны (например, мамонтов), вымерших в конце последней ледниковой эпохи.

## Техника и сюжеты
Принято различать одноцветные, или монохромные, и многоцветные, или полихромные, изображения. Развиваясь со временем, к XII тысячелетию до н. э. пещерная живопись стала выполняться с учётом объёма, перспективы, цвета и пропорции фигур, учитывала движение. Позднее пещерная живопись стала более стилизованной.
Для создания рисунков использовались красители различного происхождения: минерального (гематит, глина, окись марганца), животного, растительного (древесный уголь). Красители при необходимости смешивались с вяжущими веществами, такими как древесная смола или животный жир, и наносились на поверхность непосредственно пальцами; применялись и инструменты, такие как полые трубки, через которые наносились красители, а также тростины и примитивные кисти. Иногда для достижения большей чёткости контуров применялось выскабливание или вырезание на стенах контуров фигур. Поскольку в пещеры, где находится большинство наскальных рисунков, практически не проникает солнечный свет, при создании рисунков для освещения использовались факелы и примитивные лампы.
Пещерная живопись эпохи палеолита состояла из линий и посвящалась в основном животным. Со временем она эволюционировала по мере развития первобытных общин; в живописи эпох мезолита и неолита наряду с изображениями животных встречаются отпечатки человеческих ладоней, нарисованные фигурки людей, появляются сюжеты, отражающие взаимодействия людей с животными и друг с другом, а также с божествами первобытных культов, соответствующие обряды. Заметную долю рисунков времён неолита составляют изображения копытных, таких как бизоны, олени, лоси и лошади, а также мамонтов; большую долю составляют и отпечатки рук. Животные нередко изображались ранеными, с торчащими из них стрелами. Более поздние наскальные рисунки изображают также одомашненных животных и другие современные авторам сюжеты. Известны изображения кораблей мореплавателей Древней Финикии, замеченные более примитивными общинами Иберийского полуострова.

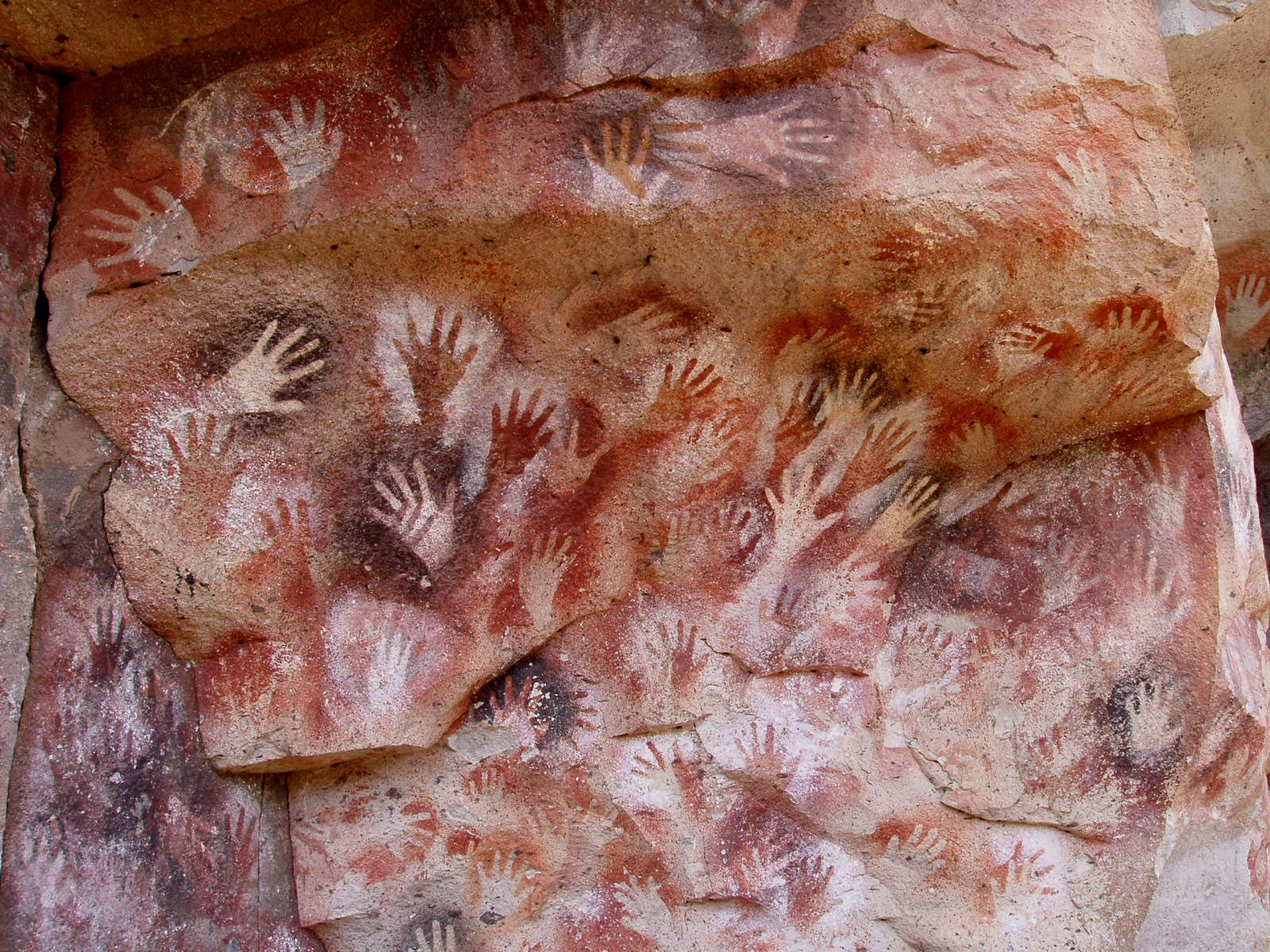
Наиболее распространены в пещерах отпечатки человеческих ладоней. Фотография сделана в Пещере рук (Аргентина).

Пещерная живопись широко практиковалась первобытными обществами, промышлявшими охотой и собирательством и находившими укрытие в пещерах или жившими рядом с ними. Образ жизни первобытных людей мало менялся на протяжении тысячелетий, в связи с чем как красители, так и сюжеты наскальных рисунков практически оставались прежними и были общими для популяций людей, живших в тысячах километров друг от друга. Тем не менее различия между пещерной живописью различных временных периодов и регионов существуют. Так, в пещерах Европы в основном изображены животные, в то время как африканские наскальные рисунки уделяют равное внимание как человеку, так и фауне. Техника создания рисунков также претерпевала определённые изменения; более поздняя живопись нередко является менее грубой и демонстрирует более высокий уровень развития культуры.

## Предназначение
Ввиду древности наскальных рисунков достоверных свидетельств о причинах создания и значении пещерной живописи не сохранилось. Современные исследователи имеют ряд гипотез относительно их значения; единого мнения относительно предназначения и смыслов, которые вкладывали в свои работы древние художники, наука выработать не смогла. Анри Брейль предполагал, что наскальные рисунки служили частью ритуалов «охотничьей магии» и должны были, по представлениям первобытных людей, приносить удачу в охоте. Южноафриканский исследователь Джеймс Дэвид Льюис-Уильямс, опираясь на примеры племён, по сей день живущих охотой и собирательством, считает, что пещерная живопись — часть шаманских верований первобытных людей, и что рисунки создавались шаманами племён, входившими в состояние транса и запечатлевавшими свои видения, возможно, пытаясь таким образом заполучить некие особые силы. Дэйл Гатри, основываясь на известных примерах пещерной живописи разных видов, изображающих свирепых зверей, сцены охоты и фигуры женщин, пришёл к выводу, что они являются всего лишь изображениями фантазий первобытных подростков, однако археолог Дин Сноу, проанализировав наскальные рисунки пещер Франции и Испании, установил, что по крайней мере часть из них созданы руками женщин.
Канадский палеоантрополог Женевьева фон Петцингер из Университета Виктории совместно с коллегами представила в книге «The First Signs» гипотезу о том, что геометрические узоры в пещерах представляли собой элементы единой коммуникационной системы, которую Homo sapiens применяли для хранения и передачи информации: в примитивных картах или как памятки для запоминания важных мифов или обрядов.
Британские учёные из Эдинбургского и Кентского университетов полагают, что изображения, которые обычно считают сценами охоты, на самом деле представляют собой схемы расположения ярких созвездий во время важных событий, а древние люди уже в каменном веке знали о предварении равноденствий. Согласно этой концепции изображения из пещеры Ласко отражают падение на Землю крупного метеорита около 17 тыс. лет назад. Поддержки в научном сообществе такие идеи не получили.

## На территории России
По состоянию на 2024 год известно о наличии палеолитической живописи в трёх пещерах Южного Урала — Каповой (около 190 изображений), Игнатиевской (около 160 изображений) и Колокольной (около 60 изображений). Это самые северные из памятников палеолитической живописи. Впрочем, сохранность изображений в уральских пещерах (если сравнивать их с Кантабрией) оставляет желать лучшего.